# Sven Väth
Sven Väth   (Obertshausen, 26 d'octubre de 1964) és un punxadiscos i músic alemany, tres cops guanyador dels DJ Awards (2002, 2003, 2009), que ha produït una gran quantitat de treballs discogràfics des dels inicis de la seva carrera l'any 1982.

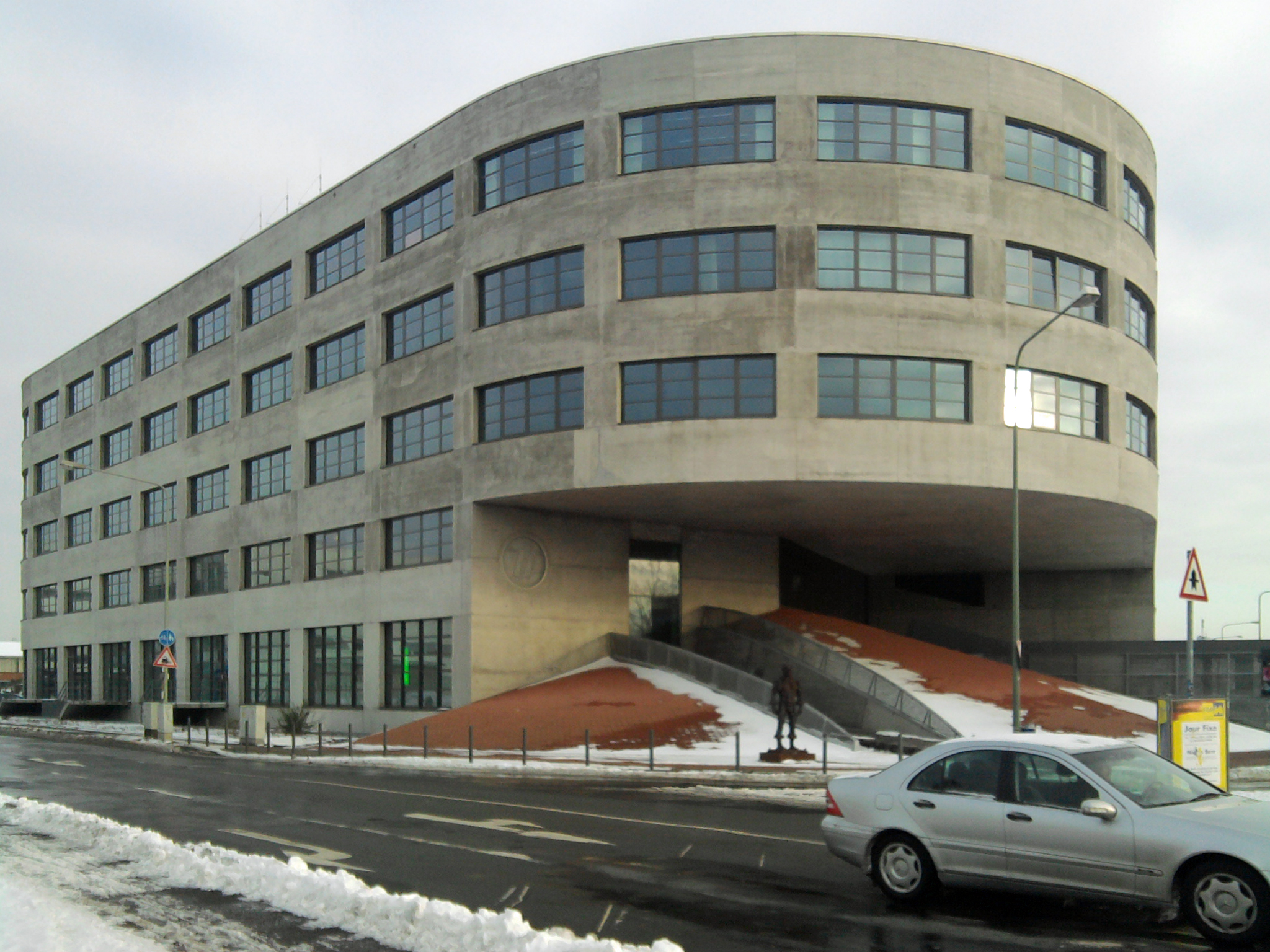
Cocoon Club

Väth és conegut pel seu hit de 1986, «Electrica Salsa», publicat sota el pseudònim d'Off, senzill que va arribar als primers llocs en les llistes d'èxits europees i va impulsar la seva carrera artística. En l'actualitat és el cap visible i fundador del segell Cocoon a més de ser propietari d'un club a Frankfurt del Main amb el mateix nom.

## Discografia

### Àlbums
- Accident in Paradise (Eye Q, 1992)
- The Harlequin, the Robot, and the Ballet Dancer (Eye Q, 1994)
- Touch Themes Of Harlequin - Robot - Ballet-Dancer (Eye Q, 1995)
- Fusion (Virgin Records, 1998)
- Six in the Mix (The Fusion Remix Collection '99) (Virgin Records, 1999)
- Contact (Ultra Records, 2000)
- Fire (Virgin Records, 2002)
- Fire Works (remix de Fire) (Virgin Records, 2003)

### Singles
- "L'Esperanza" #5 Hot Dance Club Play (1993)
- "Ritual of Life" (Eye Q, 1993)
- "Ballet-Fusion" (Eye Q, 1994)
- "Fusion - Scorpio's Movement" (Virgin Records, 1997)
- "Breakthrough" (Virgin Records, 1998)
- "Face It" (Virgin Records, 1998)
- "Omen A.M." (Virgin Records, 1998)
- "Schubdüse" (Virgin Records, 1998)
- "Sounds Control Your Mind" (Virgin Records, 1998)
- "Augenblick" (Virgin Records, 1999)
- "Dein Schweiß" (Virgin Records, 1999)
- "Discophon" (Virgin Records, 1999)
- "Barbarella" (remix) (Club Culture, 2000)
- "L'Esperanza" (remix) (Club Culture, 2000)
- "My Name is Barbarella" (Code Blue, 2000)
- "Je t'aime... moi non plus" (amb Miss Kittin / Design Music, Virgin Records, 2001)
- "Strahlemann Und Söhne" (remix) (Virgin Records, 2001)
- "Mind Games" (Virgin Records, 2002)
- "Set My Heart on Fire" (Virgin Records, 2002)
- "Komm" (Cocoon Recordings, 2005)
- "Spring Love" (Datapunk, 2006)
- "The Beauty and The Beast" (Cocoon Records, 2008)